# Zethus
Zethus (лат.) — род одиночных ос (Eumeninae). Известно более 270 видов.

## Распространение
Главным образом, Неотропика (около 230 видов), а также Неарктика, Афротропика, Австралия, Индо-Малайская область.

## Описание
Лоб выступает над антенной впадиной. Затылочный киль вентрально полный, с небольшой ветвью или полностью отсутствует. Киль переднеспинки короткий или пластинчатый. Проэпистернум с пластинчатым задним краем. Заднеспинка искривленная, реже плоская. Средняя голень с одной или двумя шпорами. Проподеум без вершинного края. Проподеум с апикальной пластинкой или без неё, дыхальце в форме устьевидной щели. Вальвула выступает вперед, верхний край свободный, нижне-задний угол прямой. Усики 12-члениковые у самок и 13-члениковые у самцов. Формула щупиков 6:4 (иногда максиллярных пальпомеров от 3 до 5). Переднее крыло с тремя субмаргинальными ячейками.
Между грудью и брюшком узкий стебелёк — петиоль, который как минимум вдвое уже первого тергита.

### Личинки
Личинки исследованы лишь у нескольких видов. Впервые личинки этого рода были описаны 1930 году (Claude-Joseph, 1930) на примере вида Z. dicomboda. Взрослая личинка Z. nigricornis имеет длину около 15 мм при наибольшей ширине около 4 мм. Тело слабо веретеновидное и слегка изогнуто в передней части. Экзоскелет почти прозрачный, но личинка кажется беловатой из-за подстилающей ткани. Тело почти полностью лишено волосков. Третий зубец мандибулы расположен в иной плоскости, чем два других. Изучение личинки Z. matzicatzin не выявило существенных отличий от личинки Z. nigricornis. Кроме того, судя по описанию и довольно схематичным рисункам Клода-Джозефа Z. dicomboda также практически идентична по строению. То же самое можно сказать и о личинке Z. laevinodus на основании остатков их покровов и личинки первого возраста.

## Биология
Взрослые самки охотятся на личинок насекомых для откладывания в них яиц и в которых в будущем развивается личинка осы.
Гнёзда строят в разнообразных условиях: в стеблях растений, в древесине в ходах ксилофагов, в почве и т. д.
В составе рода Zelhus представлены как субсоциальные, так и одиночные виды. К менее специализированным представителям Zethus относятся одиночно гнездящиеся виды, которые используют заброшенные норы насекомых. На противоположном конце шкалы находятся субсоциальные формы, примером которых является Z. miniatus Saussure, где несколько самок строят общее гнездо из растительной массы и смолы, постепенно выкармливая небольшие колонии собственных личинок. Это не означает, что Zethus представляет собой связующее филогенетическое звено между социальными и одиночными видами, но лишь то, что он развил промежуточный тип гнездования.

## Классификация
Крупнейший род Vespidae, включён в состав трибы Zethini из подсемейства Eumeninae. Известно более 270 видов и несколько подродов. Типовой вид: Zethus coeruleopennis (Fabricius, 1798) (= Vespa coerulepennis Fabricius, 1798).
Группа видов Zethus olmecus (подрод Zethoides) примечательна тем, что в ней наблюдаются случаи совместного гнездового поведения, что неправомерно используется в качестве поддержки гипотезы о более близком родстве с социальными осами. В группу включают несколько видов: Z. bolivari, Z. hermesi, Z. hexacirratus, Z. perilloi и Z. utingensis, Z. peruvicus, Z. pygmaeus, Z. thoracicus и Z. toltecus, а также Z. chapadensis, Z. colombiae, Z. hinderwaldti, Z. miniatus, Z. nodosus, Z. notatus, Z. schadei, Z. velezi.

### Подродовая классификация
В 2021 году в ходе подродовой ревизии выделены следующие подродовые таксоны:
- Zethus Ctenochilus de Saussure, 1856 — 5 видов (Аргентина и Чили)
- Zethus Didymogastra Perty, 1833 — 25 видов (Неарктика, Неотропика)
- Zethus Ischnocoelius Perkins, 1908 — 14 видов (или)
- Zethus Madecazethus Giordani Soika, 1979 — 17 видов (Палеарктика, Афротропика)
- Zethus Wettsteinia Dalla Torre, 1904 — 58 видов (Неарктика, Неотропика)
- Zethus Zethastrum Lopes, 2021 — 29 видов (Палеарктика, Ориентальная область)
- Zethus Zethoides Fox, 1899 — 43 вида (Неарктика, Неотропика)
- Zethus Zethus Fabricius, 1804 — 52 вида (Неарктика, Неотропика)
- Zethus Zethusculus  de Saussure, 1855 — 27 видов (Неарктика, Неотропика)

### Список видов
- Zethus adonis
- Zethus aethiopicus
- Zethus ajax
- Zethus alacris
- Zethus albopictus
- Zethus albopilosus
- Zethus alogus
- Zethus alticola
- Zethus alvarengai
- Zethus amazonicus
- Zethus analis
- Zethus andesae
- Zethus andinus
- Zethus angustior
- Zethus anisitsii
- Zethus anomalus
- Zethus apicalipennis
- Zethus arabicus
- Zethus arietis
- Zethus arotus
- Zethus ater
- Zethus atripennis
- Zethus attenuatus
- Zethus aurantiacus
- Zethus aurulens
- Zethus aztecus
- Zethus bahamensis
- Zethus bakeri
- Zethus bardus
- Zethus bequaerti
- Zethus bicolor
- Zethus biglumis
- Zethus bilaminatus
- Zethus binghami
- Zethus binodis
- Zethus bodkini
- Zethus boharti
- Zethus bolivarensis[8]
- Zethus bolivianus
- Zethus brasiliensis
- Zethus brooksi
- Zethus bryanti
- Zethus buyssoni
- Zethus campanulatus
- Zethus campestris
- Zethus caracis
- Zethus carbonarius
- Zethus caridei
- Zethus carinatus
- Zethus carpenteri[8]
- Zethus cavagnaroi
- Zethus cavagneroi
- Zethus celebensis
- Zethus cerceroides
- Zethus ceylonicus
- Zethus chacoensis
- Zethus chalybeus
- Zethus chapadensis
- Zethus charon
- Zethus chicotencatl
- Zethus chimorum
- Zethus chrysopterus
- Zethus cineraceus
- Zethus cinerascens
- Zethus claripennis
- Zethus clavatus
- Zethus clio
- Zethus clypearis
- Zethus clypeolaris
- Zethus coeruleopennis
- Zethus coloratus
- Zethus columbiae
- Zethus conicus
- Zethus corallinus
- Zethus corcovadensis
- Zethus coriarius
- Zethus corioicae
- Zethus cristatus
- Zethus cruzi
- Zethus cubensis
- Zethus curialis
- Zethus cylindricus
- Zethus delagoensis
- Zethus demissus
- Zethus dentostipes
- Zethus dicomboda
- Zethus didymogaster
- Zethus diminutus
- Zethus discoelioides
- Zethus dodgei
- Zethus dolosus
- Zethus dreisbachi
- Zethus dubius
- Zethus duckei
- Zethus ebenus
- Zethus ecuadorae
- Zethus emarginatus
- Zethus empeyi
- Zethus erythrogaster
- Zethus erythrostomus
- Zethus evansi
- Zethus excavatus
- Zethus fabricator
- Zethus favilaceus
- Zethus favillaceus
- Zethus felix
- Zethus fergusoni
- Zethus flavidulus
- Zethus flavipons
- Zethus fluminensis
- Zethus fortistriolatus
- Zethus fraternus
- Zethus frederickorum
- Zethus fritzi
- Zethus fulvohirtus
- Zethus fuscus
- Zethus garciai
- Zethus gaudens
- Zethus gigas
- Zethus gonostylus
- Zethus gracilis
- Zethus guatemotzin
- Zethus guerreroi
- Zethus guineensis
- Zethus haemorrhoidalis
- Zethus hamatus
- Zethus harlequinus
- Zethus haywardi
- Zethus hexagonus
- Zethus heydeni
- Zethus hilarianus
- Zethus histrionicus
- Zethus holmbergii
- Zethus huascari
- Zethus iheringi
- Zethus imitator
- Zethus imperfectus
- Zethus improcerus
- Zethus inca
- Zethus incommodus
- Zethus inconstans
- Zethus indicus
- Zethus indistictus
- Zethus inermis
- Zethus infelix
- Zethus infundibuliformis
- Zethus inornatus
- Zethus irwini
- Zethus islandicus
- Zethus isthmicus
- Zethus javanus
- Zethus jurinei
- Zethus laevinodus
- Zethus lamellicornis
- Zethus lignicola
- Zethus lobulatus
- Zethus longistylus
- Zethus lopezi
- Zethus luederwaldti
- Zethus lunaris
- Zethus lunaris cooperi
- Zethus luzonensis
- Zethus lynchi
- Zethus madecassus
- Zethus magnus
- Zethus magretti
- Zethus malabaricus
- Zethus mandibularis
- Zethus mapiriensis
- Zethus matzicatzin
- Zethus medius
- Zethus melanis
- Zethus menkei
- Zethus mexicanus
- Zethus micella
- Zethus milleri[8]
- Zethus mimus
- Zethus miniatus
- Zethus minimus
- Zethus miscogaster
- Zethus missionus
- Zethus mocsaryi
- Zethus montezuma
- Zethus mutatus
- Zethus namibicus
- Zethus neffi
- Zethus neotomitus
- Zethus nicaraguensis
- Zethus niger
- Zethus nigerrimus
- Zethus nigricornis
- Zethus nitidinodus
- Zethus nodosus
- Zethus notatus
- Zethus nutans
- Zethus oaxacae
- Zethus obscurus
- Zethus olmecus
- Zethus orans
- Zethus orizabae
- Zethus otomitus
- Zethus pallidus
- Zethus pamparum
- Zethus pampicola
- Zethus paranensis
- Zethus parkeri
- Zethus parvulus
- Zethus pavidus
- Zethus peculiaris
- Zethus permutatus
- Zethus peruvianus
- Zethus peruvicus
- Zethus pilosus
- Zethus pipiens
- Zethus placidus
- Zethus planiclypeus
- Zethus plaumanni
- Zethus poeyi
- Zethus polybioides
- Zethus porteri
- Zethus precans
- Zethus productus
- Zethus prominens
- Zethus pronatus
- Zethus proximus
- Zethus pseudozethus
- Zethus pubescens
- Zethus punctatus
- Zethus punctinodis
- Zethus pygmaeus
- Zethus pyriformis
- Zethus quadridentatus
- Zethus restrepoicus
- Zethus rhodesianus
- Zethus rodhaini
- Zethus romandinus
- Zethus roridus
- Zethus rossi
- Zethus rothschildanus
- Zethus rubellus
- Zethus rubioi[8]
- Zethus rufinodus
- Zethus rufipes
- Zethus rufus
- Zethus rugosiceps
- Zethus satanicus
- Zethus schadei
- Zethus schlingeri
- Zethus schrottkyanus
- Zethus sculpturalis
- Zethus senegalensis
- Zethus sessilis
- Zethus seyrigi
- Zethus shannoni
- Zethus sichelianus
- Zethus silvaegrandis
- Zethus silvestris
- Zethus simillimus
- Zethus simulans
- Zethus slossonae
- Zethus smidtianus
- Zethus smithii
- Zethus spegazzinii
- Zethus spinipes
- Zethus spiniventris
- Zethus spinosus
- Zethus stellaris
- Zethus striatifrons
- Zethus strigosus
- Zethus subspinosus
- Zethus sulcatus
- Zethus thoracicus
- Zethus toltecus
- Zethus torquatus
- Zethus trimaculatus
- Zethus trispinosus
- Zethus tuberculifer
- Zethus umbrosus
- Zethus varipunctatus
- Zethus velezi
- Zethus venezuelanus
- Zethus ventricosus
- Zethus vincenti[8]
- Zethus wagneri
- Zethus waldoi
- Zethus westwoodi
- Zethus weyrauchi
- Zethus willinki
- Zethus yarrowi
- Zethus yepezi[8]
- Zethus yucatanae
- Zethus yucatanensis
- Zethus zendalus

### Виды Северной Америки
В Северной Америке к северу от Мексики известно 7 видов рода Zethus (Arnett, 2000; Porter, 1978).
- Zethus slossonae — эндемик Флориды (США)
- Zethus spinipes — США
- Другие виды